# Pinch
Pinch, nato Andrew Pinching (Grantham, 5 settembre 1965), è un batterista inglese, attualmente è un componente del gruppo punk rock The Damned.

## Biogradfia
È entrato nel gruppo nel 1999 ed è di Grantham, Lincolnshire, Regno Unito dove ha frequentato la King's School e dove ha fondato il gruppo degli English Dogs. Pinch è attualmente impiegato alla House of Blues Inc. e lavora come stage manager per una delle sue affiliate. È sposato con la neo-burlesque Mimi LeMeaux.